# Monge Timur
Monge Timur (? - 1280) – chan Złotej Ordy - Niebieskiej Ordy w latach 1267-1280. Kontynuował wojnę z Ilchanidami rozpoczęto przez ojca, Berke-chana.